# Campionati tedeschi di sci alpino 1976
Ai Campionati tedeschi di sci alpino 1976 furono assegnati i titoli di discesa libera, slalom gigante e slalom speciale, sia maschili sia femminili.

## Risultati
| Specialità      | Uomini               | Donne           |
| --------------- | -------------------- | --------------- |
| Discesa libera  | Sepp Ferstl          | Evi Mittermaier |
| Slalom gigante  | Albert Burger        | Irene Epple     |
| Slalom speciale | Christian Neureuther | Pamela Behr     |